# Cercyonis melania
Cercyonis melania är en fjärilsart som beskrevs av Robert Grant Wind 1946. Cercyonis melania ingår i släktet Cercyonis och familjen praktfjärilar. Inga underarter finns listade i Catalogue of Life.